# Khoemana
Khoemana, eller !ora, korona, griqua, är ett utdöende khoespråk som talas i västra delar av Sydafrika. I 2012 talade bara en person khoemana som modersmål. Tidigare khoemana har delats i två separata språk: xiri och korona.
Historiskt har språket talats vid Sydafrikas kuster och det dokumenterades för första gången av européerna på 1660-talet.

## Fonologi
Språket domineras av dess klickljud: hälften av khoemanas ord börjar med ett klickljud.

### Vokaler
|              | Främre | Central | Bakre |
| ------------ | ------ | ------- | ----- |
| Sluten       | i      |         | u     |
| Mellansluten | e      |         | o     |
| Mellanvokal  |        | ə       |       |
| Öppen        |        | a       |       |

Vokaler [i], [u] och [a] kan också vara nasaler.   
Källa:

### Konsonanter
|                  |                  | Bilabial | Dental | Alveolar | Velar  | Glottal |
| ---------------- | ---------------- | -------- | ------ | -------- | ------ | ------- |
| Klusil           | Oasp.            | p \| b   | t \| d |          | k \| g | ʔ       |
| Klusil           | Asp.             |          | tʰ     |          | kʰ     |         |
| Frikativ         | Frikativ         |          |        | s        | x      | h       |
| Affrikat ejektiv | Affrikat ejektiv |          | ts'    |          | kx'    |         |
| Nasal            | Nasal            | m        | n      |          |        |         |
| Tremulant        | Tremulant        |          |        | r        |        |         |

|                        | Dental | Alveolar | Lateral | Velar |
| ---------------------- | ------ | -------- | ------- | ----- |
| Norm. (velar klusil)   | \|(k)  | !(k)     | \|\|(k) | ǂ(k)  |
| Nasal                  | ǀn     | ǃn       | ǁn      | ǂn    |
| Glottalklusil          | ǀʔ     | ǃʔ       | ǁʔ      | ǂʔ    |
| Glottal frikativ       | ǀh     | ǃh       | ǁh      | ǂh    |
| Tonad                  | ǀg     | ǃg       | ǁg      | ǂg    |
| Aspirerad k            | ǀkh    | ǃkh      | ǁkh     | ǂkh   |
| Velar affrikat         | ǀkx    | ǃkx      | ǁkx     | ǂkx   |
| Velar ejektiv affrikat | ǀkx'   | ǃkx'     | ǁkx'    | ǂkx'  |
| Velar frikativ         | ǀx     | ǃx       | ǁx      | ǂx    |

Källa: